# Melhores do Ano de 2016
A 21.ª cerimônia de entrega dos Melhores do Ano, prêmio entregue pela emissora de televisão brasileira TV Globo aos melhores artistas da emissora referentes ao ano de 2016. Inicialmente prevista para acontecer em 11 de dezembro, a premiação foi transferida para o dia 18 de dezembro por conta da tragédia envolvendo o time de futebol Chapecoense que acabou adiando a última rodada do Brasileirão 2016.

## Resumo
| Programa                      | Indicações | Vitórias |
| ----------------------------- | ---------- | -------- |
| Velho Chico                   | 8          | 3        |
| Êta Mundo Bom!                | 5          | 4        |
| Liberdade, Liberdade          | 5          | 0        |
| Justiça                       | 4          | 2        |
| Totalmente Demais             | 3          | 0        |
| Malhação - Seu Lugar No Mundo | 2          | 1        |
| Mister Brau                   | 2          | 0        |
| Tá no Ar: a TV na TV          | 2          | 0        |
| Bom Dia Brasil                | 1          | 0        |
| Haja Coração                  | 1          | 0        |
| Jornal Hoje                   | 1          | 1        |
| Jornal Nacional               | 1          | 0        |
| Zorra                         | 1          | 1        |

## Vencedores e indicados
- Os vencedores estão em negrito.

| Ator de Novela | Atriz de Novela |
| --- | --- |
| - Sérgio Guizé – (Candinho em Êta Mundo Bom!) - Felipe Simas – (Jonatas em Totalmente Demais) - Mateus Solano – (José Maria em Liberdade, Liberdade)     | - Camila Pitanga – (Maria Tereza em Velho Chico) - Andreia Horta – (Joaquina em Liberdade, Liberdade) - Marina Ruy Barbosa – (Eliza em Totalmente Demais) |
| Ator de Série, Minissérie ou Seriado | Atriz de Série, Minissérie ou Seriado |
| - Jesuíta Barbosa – (Vicente em Justiça) - Cauã Reymond – (Maurício em Justiça) - Lázaro Ramos – (Mister Brau em Mister Brau)                            | - Adriana Esteves – (Fátima em Justiça) - Débora Bloch – (Elisa em Justiça) - Taís Araújo – (Michele em Mister Brau)                                      |
| Ator Coadjuvante | Atriz Coadjuvante |
| - Gabriel Leone – (Miguel em Velho Chico) - Anderson Di Rizzi – (Zé dos Porcos em Êta Mundo Bom!) - Marco Ricca – (Mão de Luva em Liberdade, Liberdade)  | - Camila Queiroz – (Mafalda em Êta Mundo Bom!) - Dira Paes – (Beatriz em Velho Chico) - Juliana Paiva – (Cassandra em Totalmente Demais)                  |
| Ator Revelação | Atriz Revelação |
| - Lucas Lucco – (Uodson em Malhação: Seu Lugar no Mundo) - João Baldasserini – (Beto em Haja Coração) - Lucas Veloso – (Lucas em Velho Chico)            | - Lucy Alves – (Luzia em Velho Chico) - Amanda de Godoi – (Nanda em Malhação: Seu Lugar no Mundo) - Giullia Buscacio – (Olívia em Velho Chico)            |
| Ator/Atriz Mirim | Comédia |
| - JP Rufino – (Pirulito em Êta Mundo Bom!) - Gabriel Palhares – (Caju em Liberdade, Liberdade) - Mel Maia – (Joaquina (criança) em Liberdade, Liberdade) | - Dani Calabresa – (Zorra) - Marcelo Adnet – (Tá no Ar: a TV na TV) - Welder Rodrigues – (Tá no Ar: a TV na TV)                                           |
| Cantor | Cantora |
| - Luan Santana - Tiago Iorc - Wesley Safadão | - Anitta - Ivete Sangalo - Marília Mendonça |
| Música do Ano | Jornalista |
| - "Eu, Você, o Mar e Ela" – Luan Santana - "50 Reais" – Naiara Azevedo - "Amei Te Ver" – Tiago Iorc                                                      | - Sandra Annenberg – (Jornal Hoje) - Ana Paula Araújo – (Bom Dia Brasil) - William Bonner – (Jornal Nacional)                                             |
| Personagem do Ano | |
| - Marco Nanini – (Pancrácio em Êta Mundo Bom!) - Antônio Fagundes – (Afrânio em Velho Chico) - Selma Egrei – (Encarnação em Velho Chico)                 | |

## Prêmios especiais
O Domingão do Faustão realizou sua 16.ª cerimônia anual do Troféu Mário Lago em 25 de dezembro de 2016, onde foram premiados:
| Troféu Mário Lago                     |
| ------------------------------------- |
| - Rosamaria Murtinho - Mauro Mendonça |

## Apresentações
| Artista        | Música                  |
| -------------- | ----------------------- |
| Luan Santana   | "Dia, Lugar e Hora"     |
| Luan Santana   | "Eu, Você, o Mar e Ela" |
| Anitta         | "Sim ou Não"            |
| Naiara Azevedo | "50 Reais"              |
| Tiago Iorc     | "Amei Te Ver"           |

## In Memoriam
O In Memoriam homenageia os artistas que faleceram no ano de 2016.
- Ferreira Gullar — escritor
- Ivan Cândido — ator
- Duda Ribeiro — ator
- Tereza Rachel — atriz
- Berto Filho — jornalista
- Lidoka — cantora
- César Macedo — ator
- Geneton Moraes Neto — jornalista
- Guilherme Karam — ator
- Waleska — cantora
- Antônio Pompeo — ator
- Peninha — cantor
- Goulart de Andrade — jornalista
- Eliakim Araújo — jornalista
- Carlos Alberto Torres — futebolista
- Orival Pessini — ator
- Mario Sérgio Ferreira — cantor
- Umberto Magnani — ator
- Shaolin — ator
- Elke Maravilha — atriz
- Cauby Peixoto — ator
- Vítimas da tragédia da Chapecoense — futebolistas
- D. Paulo Evaristo Arns — cardeal

### Homenagem especial
- Domingos Montagner — ator[5]

## Votação
A votação é feito pelo site do Domingão do Faustão, a partir dessa edição, a cada domingo foram disponibilizadas 3 ou 4 categorias para o público votar, sendo encerradas apenas minutos antes da premiação, em 18 de dezembro. Até 2015, a votação durava apenas uma semana.
| A partir de    | Categorias                                                            |
| -------------- | --------------------------------------------------------------------- |
| 13 de novembro | Ator/Atriz Mirim, Atriz Revelação, Cantor e Ator de Série/Minissérie  |
| 20 de novembro | Ator Revelação, Atriz de Série/Minissérie, Ator Coadjuvante e Cantora |
| 27 de novembro | Jornalista, Comédia, Atriz Coadjuvante e Música do Ano                |
| 04 de dezembro | Ator de Novela, Atriz de Novela e Personagem do Ano                   |

## Ausentes
- Antônio Fagundes
- Ivete Sangalo
- Mateus Solano
- William Bonner